# Доленій Глободол
Доленій Глободол (словен. Dolenji Globodol) — поселення в общині Мирна Печ, регіон Південно-Східна Словенія, Словенія.